# حبيبتي (فلم أمريكي)
حبيبتي (بالإنجليزية: Darling) هو فيلم دراما تم إنتاجه في إنجلترا وصدر في سنة 1965.

## بطولة
- جولي كرستي

### ترشيحات وجوائز
| السنة | الحدث | الفئة             | النتيجة  |
| ----- | ----- | ----------------- | -------- |
|       |       | أوسكار أحسن ممثلة | فـــــوز |

## الميزانية والإيرادات
حقق أرباحا تقدر بـ 12,000,000 دولار.

## وصلات خارجية
- مقالات تستعمل روابط فنية بلا صلة مع ويكي بيانات